# Zeitschrift für die Geschichte der Juden in Deutschland

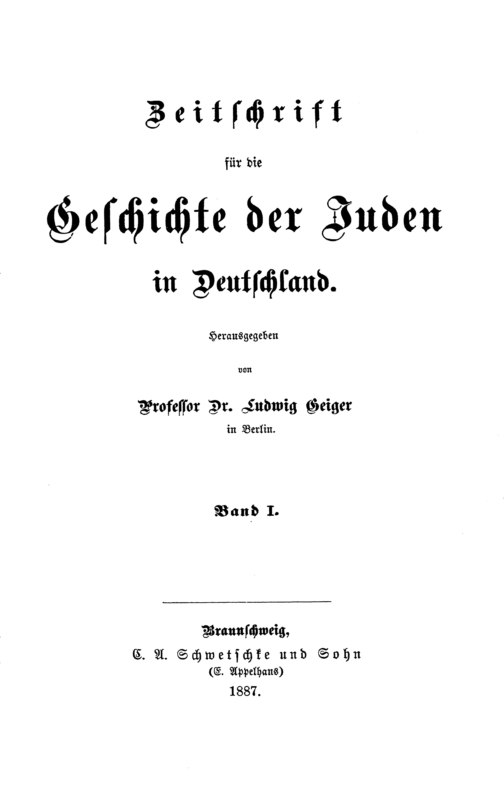
Erstausgabe 1887

Die Zeitschrift für die Geschichte der Juden in Deutschland war eine deutschsprachige geschichtswissenschaftliche Fachzeitschrift. Die Zeitschrift erschien von 1887 bis 1890 und nochmals 1892 in drei bis vier und von 1935 bis 1937 in vier Heften pro Jahr und erreichte im Oktober 1934 eine Auflage von 500 Exemplaren. 1938 stellte die Zeitschrift ihr Erscheinen ein.

## Profil und Programmatik
Ziel der Zeitschrift war es, ein Forum zu „allen Fragen des geschichtlichen Seins, des politischen, wirtschaftlichen, gesellschaftlichen, kulturellen, literarischen und religiösen Lebens der Juden“ zu etablieren. Als national-liberal ausgerichtete Zeitschrift fokussierte man sich dabei auf Forschungen zur „Gesamtgeschichte der jüdischen Bevölkerung Deutschlands mit der allgemeinen Geschichte der deutschen Länder, der deutschen Herrscher und des deutschen Bürgertums“.

## Herausgeber
Herausgeber der alten Folge war Ludwig Geiger. Als Herausgeber der neuen Folge waren Ismar Elbogen, Aron Freimann, Max Freudenthal unter Mitwirkung u. a. von Guido Kisch und Richard Koebner tätig. Die Zeitschrift erschien im Auftrag der Historischen Commission für die Geschichte der Juden in Deutschland.

## Digitalisierung
Die Bestände der Zeitschrift wurden teilweise durch die RWTH Aachen in Kooperation mit und aus der Sammlung des Jüdischen Museums Berlin 2003 digitalisiert.